# Thiên hà Mắt Mèo
Lỗi biểu thức: Dấu phân cách “,” không rõ ràng

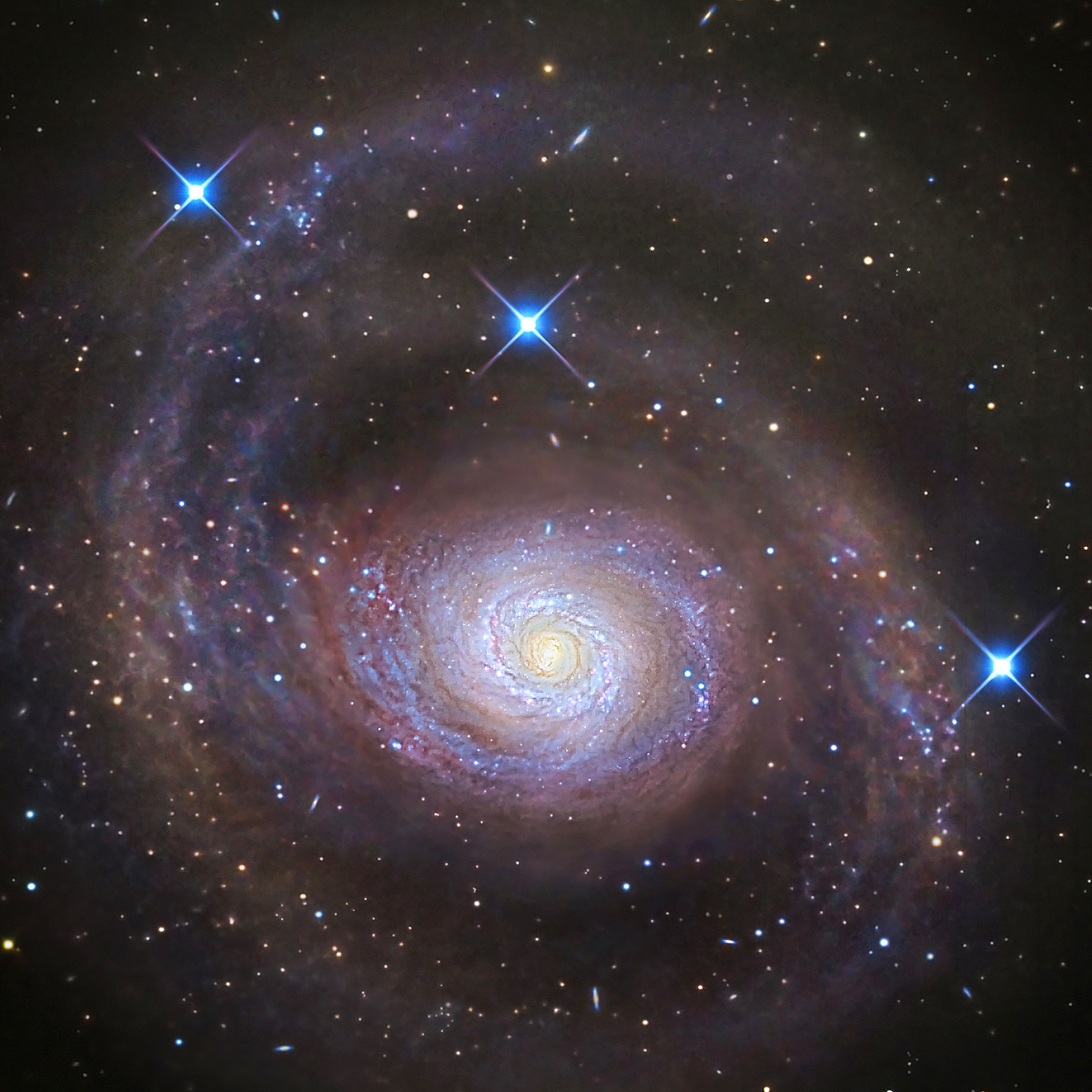
Hình ảnh của Messier 94

Messier 94 (còn được biết đến với tên gọi khác là NGC 4736 hoặc Mắt Mèo hay Mắt Cá Sấu) là một thiên hà xoắn ốc nằm trong chòm sao Hậu Phát.Năm 1781, nhà thiên văn học người Pháp Pierre Méchain đã phát hiện ra nó và sau đó 2 ngày, nhà thiên văn học người Pháp Charles Messier đã biên mục nó. Thiên hà này chứa hố đen siêu nặng với khối lượng 1.60 × 107 Mʘ  được xác định bằng kính thiên văn không gian James Webb (JWST). Có một số tư liệu cho nó là một thiên hà xoắn ốc có thanh chắn. Cái "thanh chắn" của nó có hình dáng giống hình oval. Bên cạnh đó, thiên hà này còn có 2 cấu trúc đai. Khoảng cách của nó với Trái Đất của chúng ta là khoảng xấp xỉ 16 triệu năm ánh sáng. 

## Cấu trúc
Messier 94 được phân loại là có một hạt nhân có vùng phát xạ hạt nhân ion hóa thấp (gọi tắt vùng này là LINER). Nhìn chung, các LINER được đặc trưng hóa bởi quang phổ quang học cho thấy các chất khí bị ion hóa nhưng lại ion hóa yếu (tức là các nguyên tử bị thiếu tương đối ít electron).
M94 có cấu trúc đai, cấu trúc đai trong cùng thì có đường kính là 70" còn đai bên ngoài thì có đường kính là 600". Cấu trúc đai này được trông thấy như tao thành các khu vực cộng hưởng nằm trong đĩa thiên hà.Cái đai bên trong có tỉ lệ hình thành sao mới rất cao. Sự hình thành sao này được cung cấp các chất khí để tiếp tục hình thành. Các chất khí này đến từ cấu trúc thanh chắn giống hình oval.

## Dữ liệu hiện tại
Theo như quan sát đây là thiên hà nằm trong chòm sao Hậu Phát và dưới đây là một số dữ liệu khác:
Xích kinh 12h 50m 53.1s
Độ nghiêng +41° 07′ 14″
Giá trị dịch chuyển đỏ 0.001027 ± 0.000005
Cấp sao biểu kiến 8.99
Kích thước biểu kiến 11'.2 × 9'.1
Vận tốc xuyên tâm 308 km/s
Loại thiên hà (R)SA(r)ab, LINER